# Saab Aero X

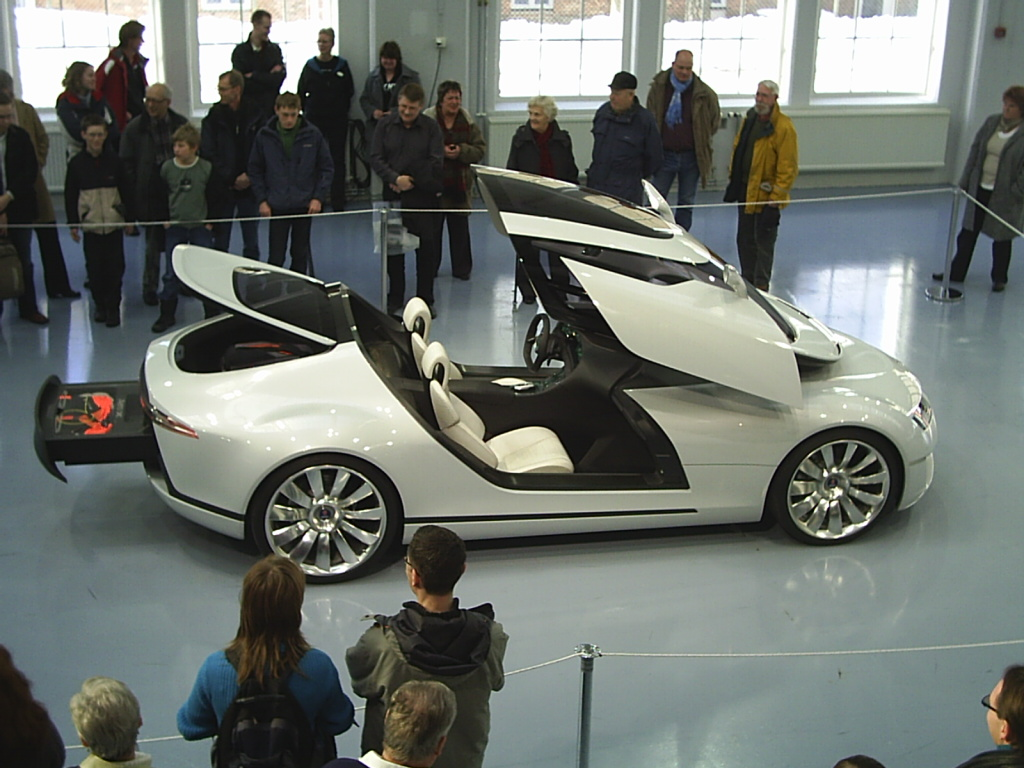
Saab Aero X visad 25/3 2006 på Saabs bilmuseum i Trollhättan

Saab Aero X är en konceptbil tillverkad av Saab som visades på Genèvesalongen år 2006. År 2010 meddelade Saabs nya ägare och VD för Spyker, Victor Muller att Saab Aero X var ett projekt som man skulle försöka återuppta. Emellertid gick Saab i konkurs innan dessa planer hann förverkligas.

## Tekniska data
- Motor: 400 hästkrafters 2,8 liters dubbelturbo-V6 (Restriktor), längsmonterad med 100 procent etanoldrift
- Drivning: Fyrhjulsdrift och sjuväxlad växellåda
- Längd: 467,5 centimeter
- Bredd: 191,8 centimeter
- Acceleration: 0–100 på 4,9 sekunder
- Toppfart: 320 km/h (fartspärr)

## Galleri

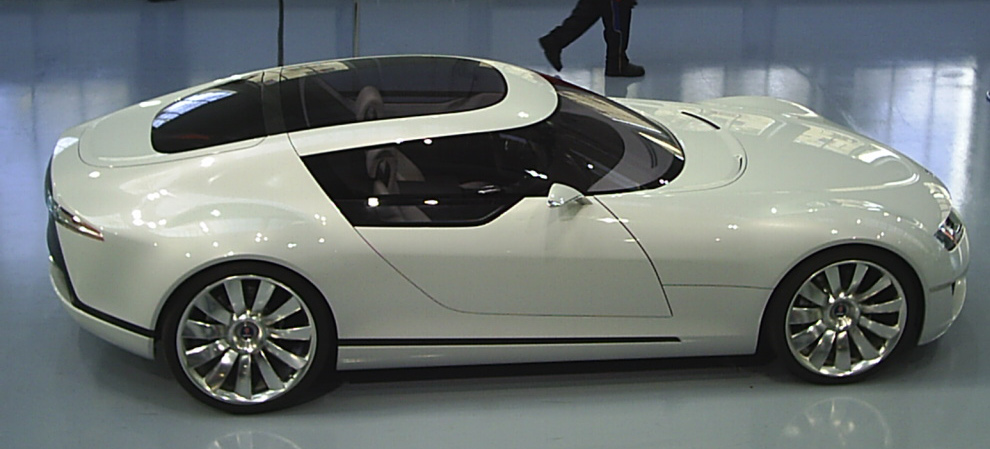
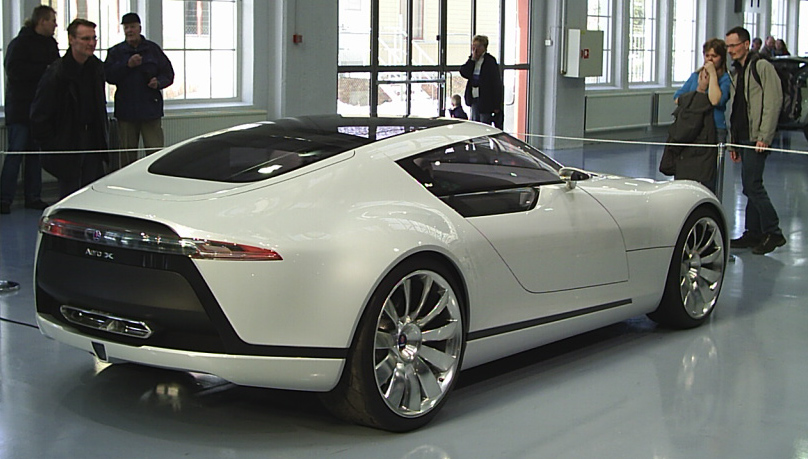
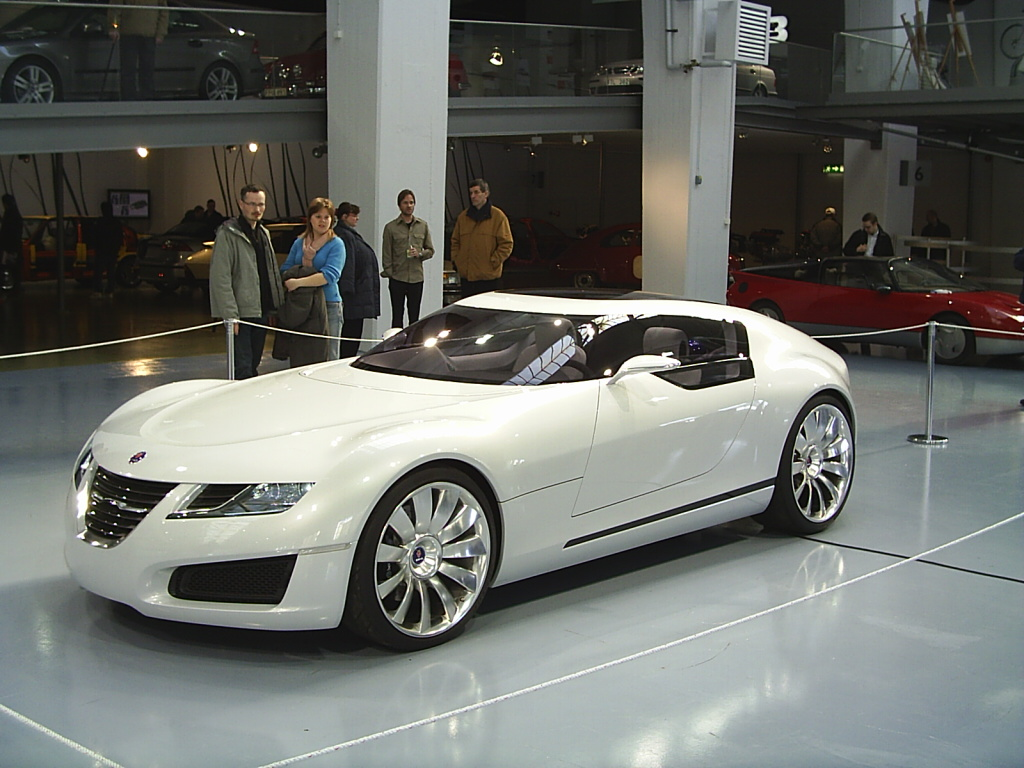